# معتقل غوانتانامو
معتقل غوانتانامو (بالإنجليزية: Guantanamo Bay detention camp)، يقع معتقل غوانتانامو في خليج غوانتانامو وهو سجن سيئ السمعة، بدأت السلطات الأمريكية باستعماله في سنة 2002، وذلك لسجن من تشتبه في كونهم إرهابيين، ويعتبر السجن سلطة مطلقة لوجوده خارج الحدود الأمريكية، وذلك في أقصى جنوب شرق كوبا، وتبعد 90 ميل عن فلوريدا، ولا ينطبق عليه أي من قوانين حقوق الإنسان إلى الحد الذي جعل منظمة العفو الدولية تقول أن معتقل غوانتانامو الأمريكي يمثل همجية هذا العصر
في 23 فبراير 1903، قامت كوبا ممثلة برئيسها توماس بتأجير الولايات المتحدة الأمريكية قاعدة غوانتانامو بمقابل 2000 دولار أمريكي، في عهد الرئيس ثيودور روزفلت، كان ذلك امتنانا من الرئيس الكوبي للمساعدة التي قدمها الأمريكيون لتحرير كوبا، وإحتج الثوار الوطنيون على ذلك القرار، وعلى إثر ذلك لم تقم كوبا بصرف الشيكات اعتراضا على قرار الإيجار، وعلى الرغم من ذلك ترسل الولايات المتحدة الأمريكية شيكًا بقيمة 2000 دولار سنويًا إلى حكومة كوبا، وفي أزمة صواريخ كوبا في أكتوبر عام 1968 لغم فيديل كاسترو القاعدة لمحاولة إجلاء الأمريكان، لكن الرئيس جون كينيدي رفض التدخل في القاعدة وأكد حقه في استئجارها.
ويعتبر مراقبون أن معتقل غوانتانامو تنمحي فيه جميع القيم الإنسانية وتنعدم فيه الأخلاق ويتم معاملة المعتقلين بقساوة شديدة مما أدى إلى احتجاج بعض المنظمات الحقوقية الدولية إلى استنكارها والمطالبة لوقف حد لهذه المعاناة واغلاق المعتقل بشكل تام.

## محطات معتقل غوانتانامو

### 2001
* 13 نوفمبر : الرئيس بوش ينشئ محاكم عسكرية استثنائية لمحاكمة من وصفهم «بالمقاتلين الأعداء».

### 2002
* 11 يناير: وصول أول سجين إلى معتقل غوانتانامو.
* 7 فبراير: بوش يصدر مذكرة رئاسية تنص على أن معتقلي تنظيم القاعدة و«مقاتلين أعداء» آخرين لا يخضعون لاتفاقيات جنيف، لكن ينبغي معاملة المعتقلين بطريقة إنسانية.

### 2003
* 4 ديسمبر: الأسترالي ديفد هيكس أول معتقل في غوانتانامو يحصل على مساندة محام عسكري أميركي.
* 18 ديسمبر: محكمة الاستئناف في كاليفورنيا تصدر حكما يمنح المعتقلين الحق في توكيل قانوني.

### 2004
* 24 فبراير: توجيه اتهامات رسميا لأول مرة إلى اليمني علي حمزة أحمد البهلول والسوداني إبراهيم أحمد القوصي.
* 28 يونيو: المحكمة العليا تصدر حكما يسمح لمعتقلي غوانتانامو بالطعن في اعتقالهم أمام محكمة اتحادية أميركية.
* 30 يوليو: الحكومة الأميركية تنشئ «لجانا عسكرية للمراجعة» لتحديد وضعية المعتقلين.

### 2005
* 30 ديسمبر: المصادقة على قانون يرخص للمعتقلين تقديم طعونهم أمام محكمة الاستئناف في واشنطن.

### 2006
* 10 يونيو: وفاة ثلاثة معتقلين داخل زنازينهم.
* 29 يونيو:المحكمة العليا ترفض إقرار صلاحية المحاكم العسكرية الاستثنائية، معتبرة أن الرئيس تجاوز صلاحياته.
* 12 يوليو:الرئيس بوش يأمر بتطبيق اتفاقيات جنيف في معتقل غوانتانامو.
* 17 أكتوبر:المصادقة على قانون تُنشأ بموجبه محاكم استثناء جديدة.

### 2007
*10 مارس:
خالد الشيخ محمد الذي يعتبر «العقل» المفترض لهجمات 11 سبتمبر/أيلول 2001، يعترف باقترافه عددا من الأعمال الإرهابية.

### 2008
* 12 يونيو:
المحكمة العليا تعتبر أن الدستور يضمن حقوقا للمعتقلين من بينها حق الطعن في اعتقالهم أمام المحكمة الاتحادية في واشنطن.
* 16 نوفمبر:
باراك أوباما يعلن أنه سيغلق معتقل غوانتانامو.
* 20 نوفمبر:
قاض اتحادي يصدر حكما يعتبر اعتقال خمسة أشخاص غير قانوني.

### 2009
*11 يناير:
أوباما يقر بأن إغلاق معتقل غوانتانامو لا يمكن أن يتم خلال الأشهر الثلاثة الأولى من ولايته.
* 21 يناير:
أوباما يأمر بتعليق المحاكمات في معتقل غوانتانامو لمدة 120 يوما.

### 2012
- 5 مايو:

النيابة العسكرية الأميركية توجه الاتهام إلى خالد شيخ محمد، العقل المدبر لهجمات 11 سبتمبر وأربعة من أعوانه المفترضين، وذلك بعد تسعة أعوام من الاعتقال والتجاذبات القضائية.

### 2013
* 6 فبراير:
مجموعة من السجناء يضربون عن الطعام احتجاجا على تفتيش حراس لنسخ من القرآن الكريم بطريقة عدها المعتقلون تدنيسا للكتاب العظيم. وهو إضراب توسع لاحقا إلى أن بلغ في آخر إحصائية عدد منفذيه مائة.
* 30 أبريل:
أوباما يجدد نيته إغلاق المعتقل.
* 1 مايو:
البيت الأبيض يقول إنه يدرس تعيين دبلوماسي رفيع للعمل من أجل إرسال نزلاء السجن إلى أوطانهم أو إلى بلدان ثالثة.

## مواقع خارجية
- معلومات عن حقوق الإنسان